# Botanični vrt
Botanični vrt je ustanova (večinoma park ali rastlinjak), kjer so v študijske namene posajene različne rastline. Poleg študijskega namena so botanični vrtovi tudi priljubljeno mesto za sprehode v naravi. V Ljubljani se nahaja stari botanični vrt na Ižanski cesti, ki spada pod Univerzo v Ljubljani; zelo lep in zanimiv je tudi botanični park Scaramanga v Sežani z obilo eksotičnega rastlinja iz vsega sveta, v Pivoli pa je Botanični vrt Univerze v Mariboru, ki je pri nas največji po površini. Med botanične vrtove lahko v Sloveniji štejemo tudi predvsem Arboretum Volčji Potok, Savinjski gaj v Mozirju in Alpinetum Julijana v Trenti. V svetovnem merilu so mdr. znani Kew Gardens v Londonu.

## Botanični vrtovi vEU
V EU je bilo v maju 2004 naštetih 424 botaničnih vrtov. Posamezne države so imele sledeče število botaničnih vrtov:
- Avstrija 15 vrtov,
- Belgija 19 vrtov,
- Danska 3 vrtove,
- Finska 5 vrtov,
- Francija 76 vrtov,
- Grčija 2 vrta,
- Irska 11 vrtov,
- Italija 51 vrtov,
- Nemčija 78 vrtov,
- Nizozemska 14 vrtov,
- Portugalska 8 vrtov,
- Slovenija 1 vrt,[1]
- Španija 12 vrtov,
- Velika Britanija 60 vrtov,

Botanični vrtovi v EU so med seboj povezani z organizirano mrežo, nacionalno in mednarodno mrežo IPEN- (International Plant Exchange Network)-Mednarodno mrežo za izmenjavo rastlin. Ta na osnovi konvencije o biološki raznovrstnosti izmenjuje rastline med posameznimi botaničnimi vrtovi.